# Księginice Wielkie (przystanek kolejowy)
Księginice Wielkie − nieczynny przystanek osobowy w Księginicach Wielkich, w Polsce, w województwie dolnośląskim, w powiecie strzelińskim, w gminie Kondratowice. Stacja została otwarta w dniu 1 listopada 1908 roku razem z linią kolejową do Ząbkowic Śląskich Dworca Małego. Do 1989 roku był na niej prowadzony ruch osobowy. W 1991 roku został zawieszony ruch towarowy.